# 트루타입
트루타입(TrueType)은 외곽선 글꼴 표준으로, 1980년대 말에 애플 컴퓨터가 어도비의 포스트스크립트에 쓰이는 타입 1 글꼴에 대항하기 위해 개발하였다. 트루타입의 주된 이점은 글꼴 개발자들에게 글꼴이 다양한 글꼴 크기에서 어떻게 표시될 것인지에 대한 높은 수준의 제어를 할 수 있다는 것이며 이를 힌팅 기술 혹은 힌팅 인스트럭션이라고 한다.
EUDC의 이용을 위해 이 글꼴 표준을 사용하는 파일 확장자로는 .ttf, .tte가 있다.

## 역사
이 시스템은 1991년 5월 시스템 7의 시작과 함께 트루타입으로 개발, 출시되었다.

### 마이크로소프트의 채택
널리 보급시키기 위해 애플은 트루타입을 마이크로소프트에게 무료로 라이선스하였다. 1991년 마이크로소프트는 트루타입을 윈도우 3.1 운영 체제에 추가하였다.

## 오늘날의 트루타입

### 매킨토시와 윈도
트루타입은 맥 OS와 윈도우의 글꼴에 오랫동안 쓰여온 가장 일반적인 포맷이 되어 왔지만 트루타입에 대한 어도비의 타입 1 글꼴과 오픈타입 확장을 기본 지원한다. (맥 OS X 10.0, 윈도우 2000 이상) 새로운 운영 체제에 제공되는 일부 글꼴들은 이제 오픈타입 글꼴로 되어 있지만 대부분의 자유 소프트웨어 글꼴, 값이 싼 서드파티 글꼴들은 아직도 온전히 트루타입을 사용하고 있다.
화면 렌더링에 대한 새로운 접근이 확장 트루타입 힌팅의 중요성을 점차 줄여 주고 있다. OS X에 대한 애플의 렌더링 접근은 트루타입 글꼴 안에 속해 있는 거의 모든 힌팅을 무시하고 있다. 그러나 마이크로소프트의 클리어타입은 수많은 힌트를 무시하며 약간 힌팅 처리된 글꼴과 매우 잘 동작한다.

### 리눅스를 비롯한 다른 운영 체제
데이비드 터너(David Turner)의 프리타입 프로젝트는 트루타입 표준의 독립적인 기능을 만들어 내는 프로젝트이다. (프리타입 2의 다른 글꼴 표준도 이에 포함된다.) 프리타입은 수많은 리눅스 배포판에 포함되어 있다.

## 힌팅 인스트럭션
힌팅 인스트럭션은 저작권이 걸려있는 글꼴을 제어하는 기술로서, 타입 1 글꼴과 대별되는 가장 큰 트루타입 글꼴의 특징이다. 이 기술은 낮은 해상도의 CRT 환경에서도 작은 크기의 글꼴에 대하여 픽셀 수준의 제어를 제공하며, 이 특징이 트루타입 글꼴을 화면용 글꼴로서 자리매김을 하게 만들었다. 오늘날에 와서는 더 높은 해상도의 CRT와 좀 더 지능적이고 다양한 렌더링 기술로 말미암아 픽셀 수준의 세밀한 제어는 더 이상 많은 필요성이 없게 되었다.

## 같이 보기
- 프리타입
- 클리어타입
- 글꼴
- 포스트스크립트
- 오픈타입
- 판고 - 다국어 오픈소스 텍스트 렌더링 엔진